# Laurencja (kontynent)

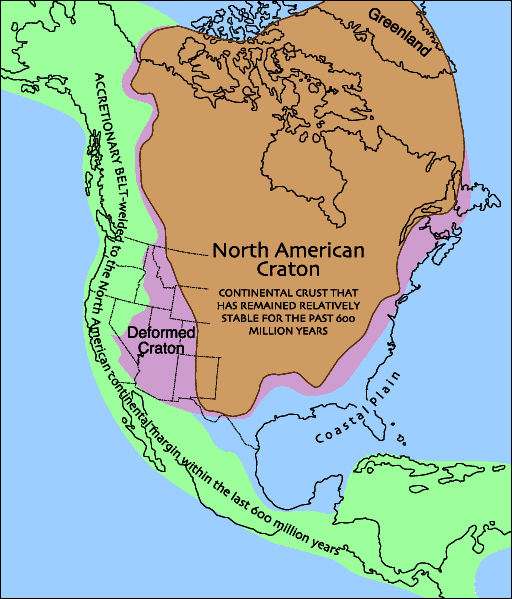
Kraton północnoamerykański

Laurencja – kraton tworzący większą część Ameryki Północnej i Grenlandii. W historii Ziemi kraton ten bywał samodzielnym kontynentem, a także wchodził w skład większych superkontynentów.

## Budowa i powstanie

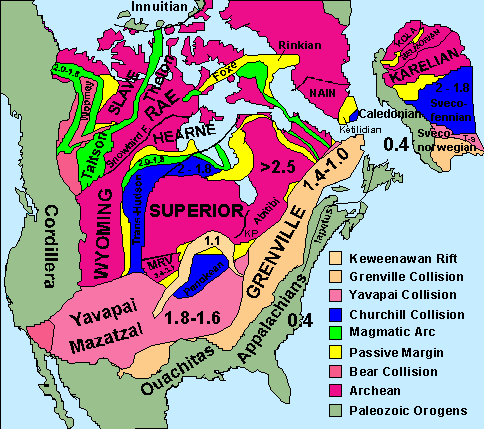
Podział skał podłoża Ameryki Północnej, w tym kratonu laurentyńskiego

Kraton laurentyński jest jednym z największych i najstarszych na Ziemi. Obejmuje prekambryjskie tarcze: tarczę kanadyjską i grenlandzką, pokrytą osadami platformę wnętrza kontynentu północnoamerykańskiego i przedpole Kordylierów. Formował się w paleoproterozoiku, kiedy pasy orogeniczne połączyły co najmniej sześć archaicznych mikrokontynentów i paleoproterozoiczne łuki wyspowe, wraz z osadami oceanicznymi. Największym archaicznym terranem tarczy kanadyjskiej jest terran prowincji Superior, który 1,9–1,8 miliarda lat temu połączył się z terranem prowincji Wyoming i Hearne. Na południe od nich znajduje się strefa skorupy utworzonej między 1,8 a 1,6 miliarda lat temu. W czasie 1,2–1,0 miliarda lat temu powstał długi na ponad 1500 km ryft śródkontynentalny (zwany także ryftem Keweenaw), który jednak zamarł, zanim rozerwał Laurencję. W tym samym czasie miała miejsce orogeneza grenwilska, w ramach której do wschodniej części Laurencji przyłączony został pas terranów, a także fragment północnej Ameryki Południowej, w ramach konsolidacji superkontynentu Rodinii.

## Położenie i dryf
Jeszcze w latach 1980. zasugerowano, że konsolidacja Laurencji 1,8–1,6 miliarda lat temu była częścią procesów formowania się większego superkontynentu. Obecnie zgromadzono dowody na istnienie paleproterozoicznego superkontynentu Kolumbii, którego trzonem była Laurencja połączona z Bałtyką (kratonem wschodnioeuropejskim) i Syberią. W mezoproterozoiku większość płyt kontynentalnych ponownie utworzyła superkontynent – Rodinię, która uległa rozpadowi w neoproterozoiku.
We wczesnym paleozoiku (kambr, ordowik) Laurencja była samodzielnym kontynentem, położonym w pobliżu równika, który od północy oblewały wody oceanu Panthalassa, a od Bałtyki i Gondwany (później oddzielnego mikrokontynentu Awalonii) dzielił ocean Japetus. W kambrze miała miejsce transgresja morza, która spowodowała, że choć środkowa część Laurencji pozostawała suchym lądem, obrzeża kratonu stanowiły szeroki szelf kontynentalny. W ordowiku we wschodniej części Laurencji miała miejsce orogeneza takońska, związana z akrecją grupy wysp, która rozpoczęła formowanie się Appalachów. Rozleglejsza orogeneza kaledońska (w Ameryce znana jako orogeneza akadyjska) miała miejsce na skutek postępującej kolizji Laurencji z Bałtyką i Awalonią, i utworzyła na równiku kontynent Laurosji (Eurameryki), przecięty pasmem kaledonidów. Zamykanie się oceanu Reik, który oddzielał Laurosję od Gondwany, spowodowało orogenezę hercyńską, wypiętrzając Hercynidy, i scalając superkontynent Pangei. W mezozoiku (dokładniej w jurze) Pangea rozdzieliła się na część południową (odtworzona Gondwana) i północną (Laurazja), w której skład weszła także Laurencja. Powstanie północnego Oceanu Atlantyckiego oddzieliło Eurazję od Ameryki Północnej, której trzon stanowi Laurencja.